# Olga (Luisiana)

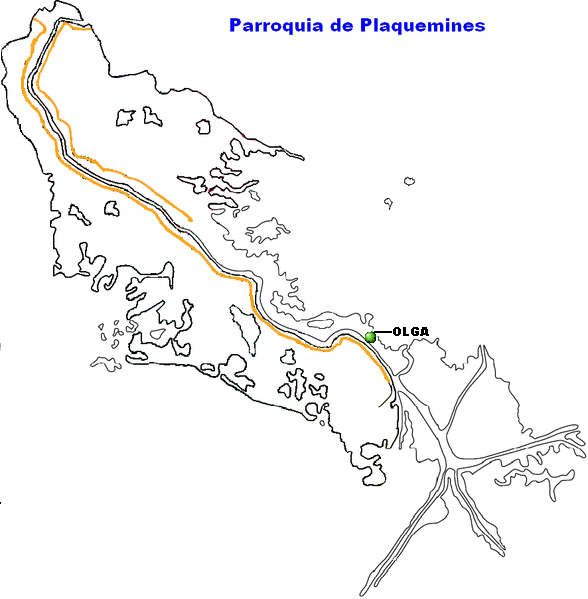
Localización de Olga en el mapa de la Parroquia de Plaquemines.

Olga es una pequeña comunidad de la parroquia de Plaquemines, Luisiana, Estados Unidos actualmente casi deshabitada. 
Anteriormente esta comunidad se llamaba Independentville.

## Geografía

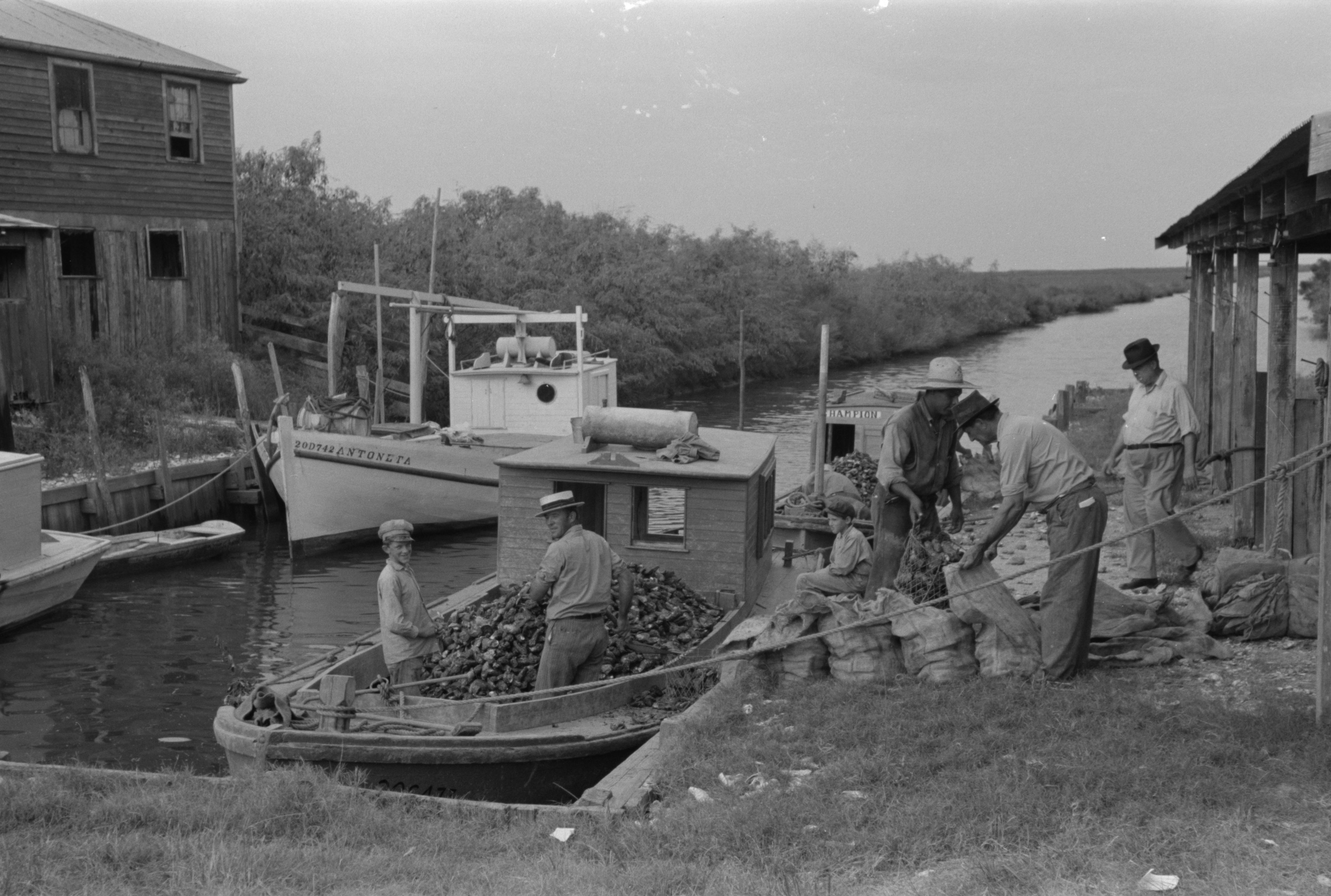
Muelle de Olga, esta foto fue tomada en 1938.

Posee solo un pie de elevación sobre el nivel del mar. Está situado en el lado oriental del delta del río Misisipi. Se localiza a 95 kilómetros de distancia de Nueva Orleans. Olga es inaccesible por tierra, además, el aeropuerto internacional se encuentra a unos 171,961 kilómetros de Olga, ayudando al aislamiento de esta comunidad que es accesible solo por agua. Se localiza en estas coordenadas: 29°20′47″N 89°24′10″O / 29.34639, -89.40278.